# Henry Lejeune

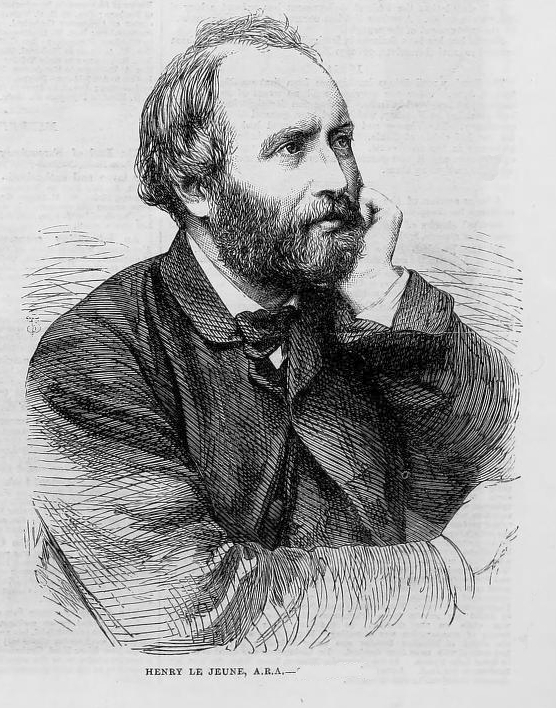
Henry Lejeune, 1865

Henry Lejeune (ursprünglich Henry Le Jeune; * 12. Dezember 1819 in London; † 5. Oktober 1904 in Hampstead) war ein britischer Maler von Landschaften, Genrebildern sowie literarischen und biblischen Sujets.

## Leben

### Kindheit
Er war das dritte der fünf Kinder von Anthony Le Jeune, einem Berufsmusiker flämischer Herkunft. Bereits sein Großvater war Berufsmusiker, und seine Brüder waren Organisten an verschiedenen Kirchen. Seine Schwester, die ebenfalls musikalisch begabt war, wurde Fotografin. Als der junge Henry Le Jeune bereits früh Interesse an bildender Kunst zeigte, wurde er von seiner Familie ermutigt, die Kunstsammlungen des British Museum zu studieren.

### Berufliche Laufbahn

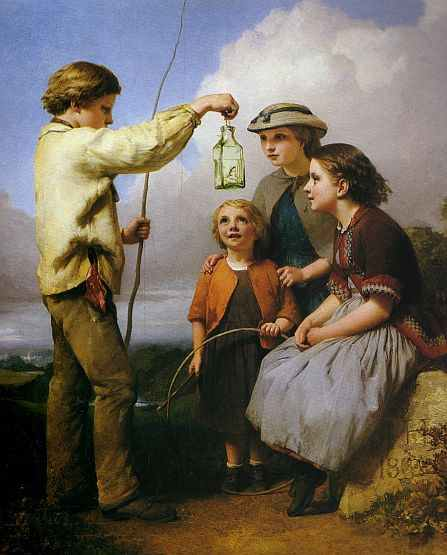
The Eft („Der Molch“, 1862)

Im Jahr 1834 wurde er zur Royal Academy of Arts zugelassen und gewann dort in Folge vier Silbermedaillen, 1841 zudem eine Goldmedaille für das biblische Gemälde Samson Bursting his Bonds („Samson zerreißt seine Fesseln“), das Bild wurde im folgenden Jahr in der British Institution ausgestellt. Lejeunes erste Ausstellung in der Royal Academy fand bereits 1840 statt, es war ein Werk namens Joseph Interpreting the Dream of Pharaoh’s Chief Butler („Joseph deutet den Traum des Mundschenks des Pharao“). Von 1845 bis 1848 unterrichtete er an der Government School of Design in Somerset House und von 1848 bis 1864 war er Kurator und Ausbilder an der Royal Academy. Er wurde 1863 zum Associate der Royal Academy of Arts ernannt.
Er starb 1904 in Hampstead und wurde auf dem Kensal Green Cemetery beigesetzt.

### Familie
Am 21. Juni 1844 heiratete Lejeune Dorothy Lewis (1815–1864). Das Paar hatte acht Kinder, fünf Söhne und drei Töchter.

## Werk
Henry Lejeune malte sowohl in Öl als auch in Aquarell. Seine Gemälde wurden von der Royal Academy zwischen 1840 und 1894 ausgestellt, von der British Institution zwischen 1842 und 1863, daneben auch von anderen Museen.
In seiner frühen Schaffensphase malte er vorwiegend biblische oder literarische Sujets, etwa nach Werken von Shakespeare oder Spenser.
Einige Beispiele für biblische Darstellungen sind:
- Die Kindheit des Moses, 1842
- Prospero und Miranda, 1844
- Rut und Boas, 1845
- Die Bergpredigt, 1845
- Die Sklavenbefreiung, 1847, dieses Werk wurde von Prinzgemahl Albert angekauft.

Ab den 1850er-Jahren wurde Lejeune bekannt für seine Genremalerei. Hierzu gehören Werke wie:
- Little Red Riding Hood („Rotkäppchen“), 1863
- Early sorrow, 1869
- Little Bo Peep, 1873 und 1881
- Much ado about nothing („Viel Lärm um nichts“), 1873.

Werke von Lejeune finden sich in zahlreichen Museen des Vereinigten Königreichs, darunter denen in Wolverhampton und in Liverpool.